# Ebo magnificus
Ebo magnificus är en spindelart som först beskrevs av Chamberlin och Ivie 1942.  Ebo magnificus ingår i släktet Ebo och familjen snabblöparspindlar. Inga underarter finns listade i Catalogue of Life.